# Набіг на худобу
Набіг на худобу - акт крадіжки худоби. В Австралії таку крадіжку часто називають дафтінгом, а злочинця - даффером.   У Північній Америці, особливо в ковбойській культурі Дикого Заходу, крадіжку великої рогатої худоби називають рестлінгом, тоді як особа, яка займається цим називають рестлером. 

## Історія набігів на худобу
Акт захоплення великої рогатої худоби вперше засвідчений понад сім тисяч років тому  і є одним із найдавніших відомих аспектів протоіндоєвропейської культури, який можна побачити у написах на артефактах, таких як скандинавські золоті роги аллехуса  та в таких творах, як староірландське «Викрадення бугая з Кулнья» («Táin Bó Cúailnge»), паші «Рігведи», «Махабхарата»  та Гомерівський гімн Гермесу, який краде худобу у Аполлона.

### Ірландія та Британія
У гальській Ірландії набіги на худобу, чи то у відповідь на образу, або щоб здобути їжу під час важкої зими, були звичайною частиною війни між ірландськими кланами, що яскраво зображено в оповіданнях з ірландської міфології, таких як Викрадення бугая з Кулнья та Тайн Бо Флідайс . Набіг на худобу та захист від крадіжок здійснювались в Ірландії вождями ірландських кланів та репаріями, особливо проти маєтків англо-ірландських поміщиків, аж до 18 століття.  
В протягом 17 - го і 18 - го століть, багато шотландських кланових вождів так само підтримували позазаконному над худобою стада з шляхти Lowland замість захисту грошей, яку Chiefs використовується, щоб годувати сім'ї своїх мешканців і одноплемінників. Будь -яка худоба, викрадена зі стад під вахтою вождів, або була вилучена, або повністю оплачена. 
Набіги на худобу прикордонниками були серйозною проблемою протягом багатьох століть по обидва боки англо-шотландського кордону .

### Американський Дикий Захід

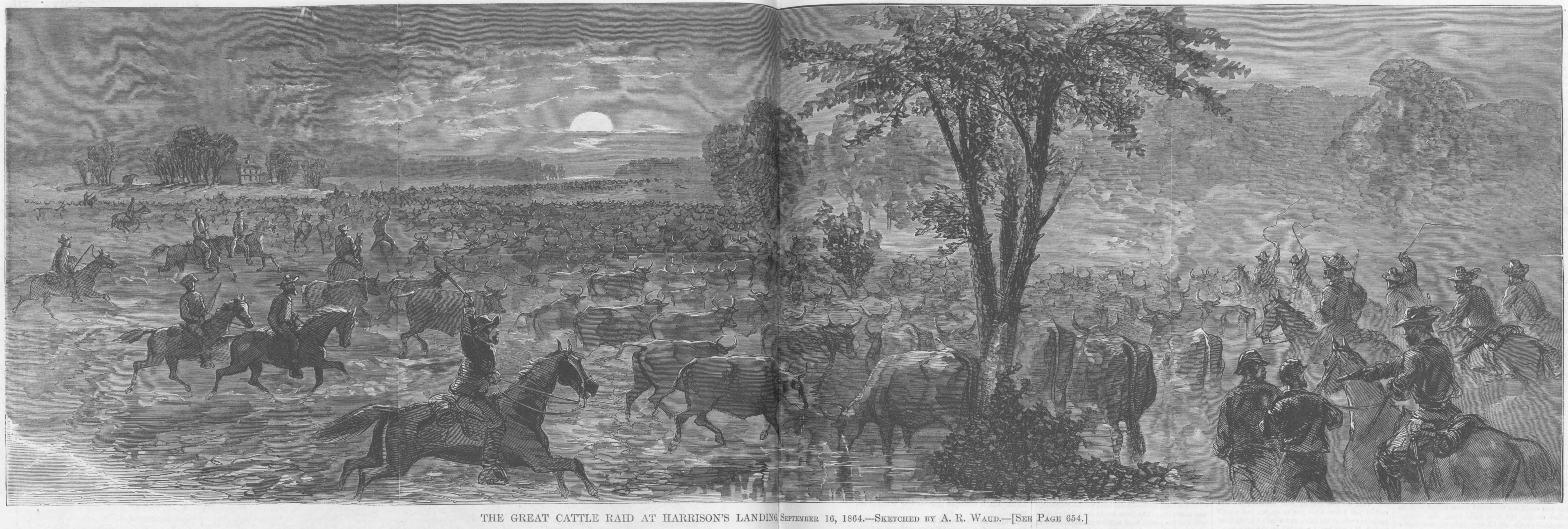
Біфштексний рейд (1864) під час громадянської війни в США.

На американському Дикому заході растлінг вважався серйозним злочином і в деяких випадках призводив до того, що охоронці вішали або розстрілювали злодіїв. 
Однією з причин напруженості між Мексикою та Сполученими Штатами в роки, що передували мексикансько-американській війні (1846-1848 рр.), Стали часті набіги на худобу корінними американцями з півночного кордону. Військові та дипломатичні можливості Мексики скоротилися після здобуття незалежності, що залишило північну половину країни вразливою для апачів, команчів та навахо. Ці племена, особливо команчі, скористалися слабкістю Мексики, здійснивши масштабні рейди на сотні миль углиб країни, щоб викрасти худобу для власного використання та постачати зростаючий ринок у Техасі та США. Ці рейди забрали життя тисяч людей і спустошили північну Мексику. Коли американські війська вступили на північ Мексики в 1846 році, вони виявили деморалізований народ і невеликий опір з боку мирного населення. 
Мексиканські растлери були головною проблемою під час Громадянської війни в Америці (1861-1865); уряд Мексики звинуватили у підтримці цієї звички. Американські растлери також вкрали мексиканську худобу з-за кордону. Відмова від новеньких телят спровокувала крадіжку. 
Конфлікт через нібито растлінг був головною причиною війни округу Джонсон 1892 року у Вайомінгу . 
Перехід від відкритого ареалу до огородженого випасу поступово зменшив практику растлінгу в Північній Америці. У 20-му столітті так званий «приміський растлінг» став більш поширеним явищем, коли растлери знеболювали худобу і вивозили її безпосередньо на аукціон. Часто це відбувається вночі, що створює проблеми для правоохоронних органів, оскільки на дуже великих фермах може зайняти кілька днів, щоб помітити та повідомити про втрату великої рогатої худоби. Засудження бувають рідко або взагалі відсутні. 

### Чилі та Аргентина

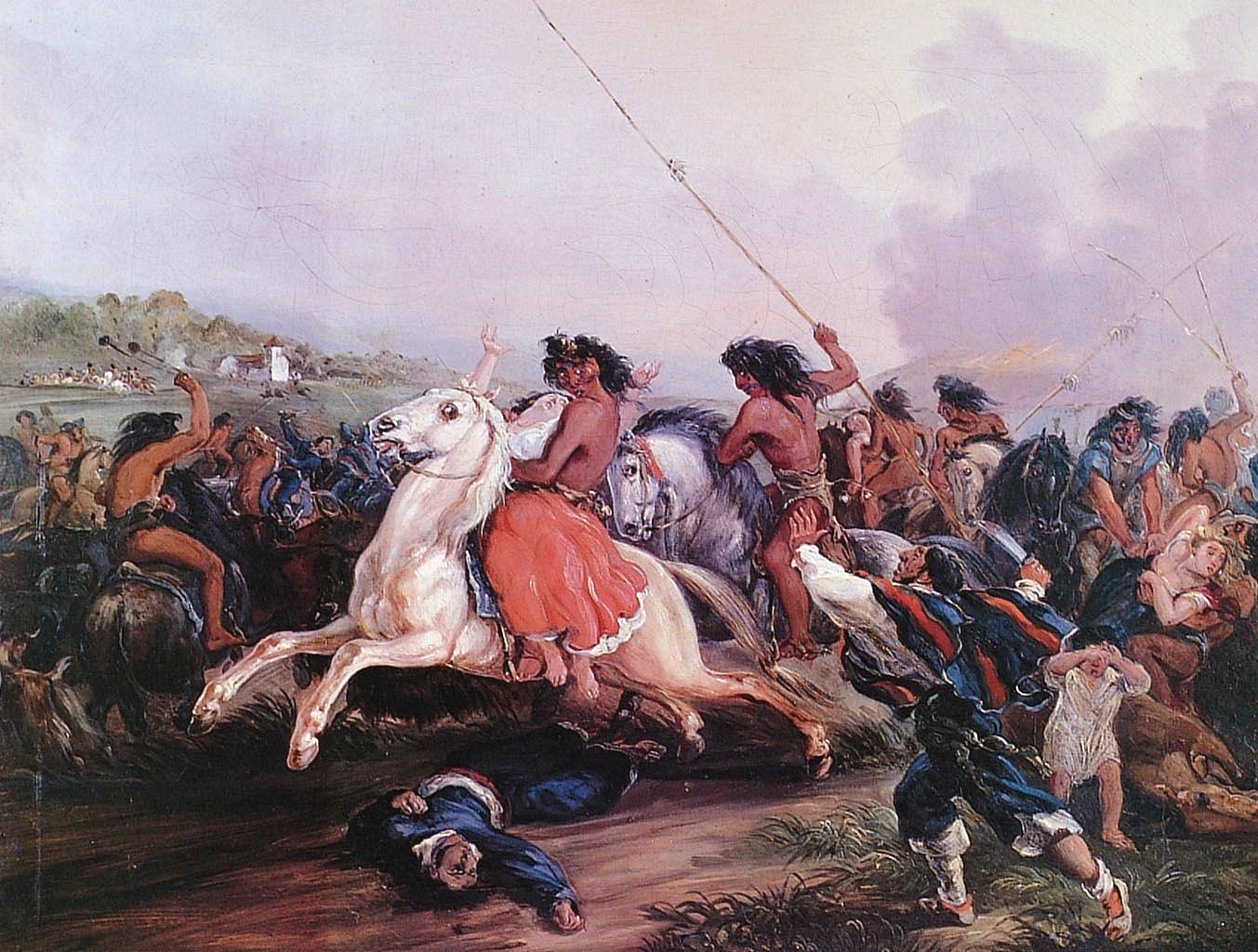
Ель Малон, Йоганн Моріц Ругендас (1802–1858)

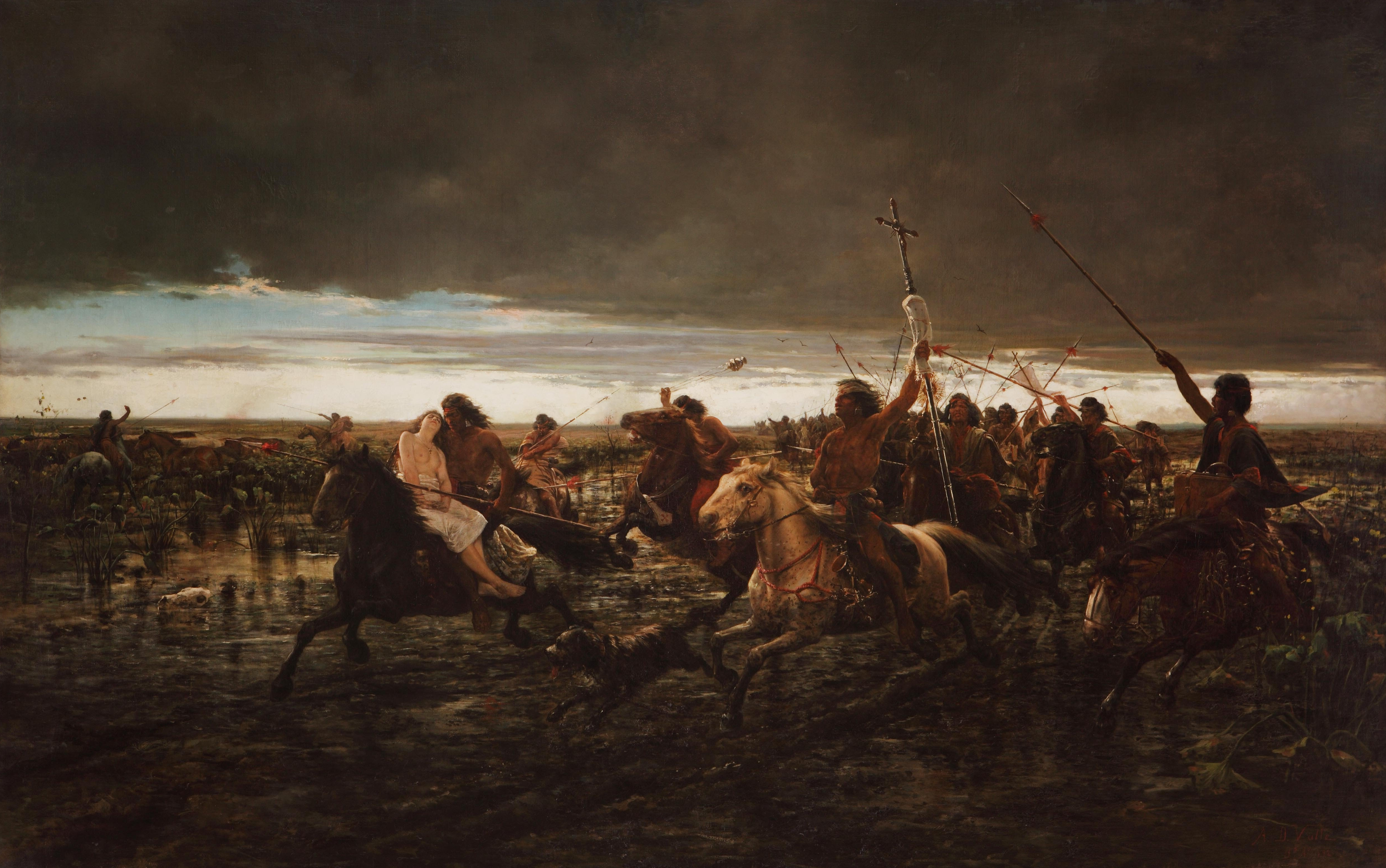
«Повернення рейдерів» Анхеля Делла Валле («La vuelta del malón», 1892).

Рейдерство великої рогатої худоби стало серйозною проблемою в кінці 19 століття в Аргентині, де викрадену під час малонів худобу везли через Каміно -де -лос -чилінос через Анди до Чилі, де її обмінювали на алкогольні напої та вогнепальну зброю . Кілька корінних груп та поза законом, таких як народи Бороано і Ранкель, а також брати Пінчейра, спустошили південний кордон Аргентини у пошуках худоби. Щоб запобігти набігам худоби, уряд Аргентини в 1870 -х роках побудував систему окопів під назвою Zanja de Alsina. Більшість набігів на худобу закінчилися після військових походів підкорення пустелі 1870 -х років та наступного поділу Патагонії, встановленого Договором про кордон 1881 року між Чилі та Аргентиною . 
Повернення чилійських ветеранів з Тихоокеанської війни збіглося з придушенням чилійською армією опору мапуче під час окупації Арауканії (1861–1883). Це призвело до того, що бандити та ветерани, які перетворилися на бандитів, зможуть іммігрувати на нещодавно відкриту територію Арауканії   призвело до раптового зростання насильства та у регіоні, який відновлювався після чилійсько-мапучінської війни.  Бандити, які іммігрували до Арауканії, у союзі з переміщеними мапуче і зробили крадіжку худоби своїм головним бізнесом.  Вкрадену худобу продавали на ринках по всьому регіону. 

## Сучасні рейди на велику рогату худобу (1990 - донині)

### Східна Африка
У Покотило і Самбер Nilotic населення в північно - західній Кенії часто набіги один на один для великої рогатої худоби.  Жорстокий растлінг великої рогатої худоби спричинив величезну загибель людей, наприклад, рейд у понеділок, 12 березня 2001 р., Серед маракветів у районі Муркутво, округ Ельджейо Мараквет, який, як підозрюють, був спричинений Покотом. 
Растлінг худоби є головною проблемою в сільській місцевості Південного Судану . У штаті Чонглей внаслідок рейдів худоби в серпні 2011 року загинуло близько 600 людей. У січні 2012 року внаслідок конфліктів між етнічними країнами, пов’язаних із крадіжкою худоби, загинуло від 2000 до 3000 осіб, а в районі навколо Пібора було переміщено до 34 500 осіб. 

### Західна Африка
У Нігерії досі поширений растлінг великої рогатої худоби.   

### Ізраїль
Крадіжка овець, кіз та корів разом з тракторами та зрошувальним обладнанням є однією з найскладніших проблем, з якими стикаються фермери в Ізраїлі . Щорічно на півночі країни реєструється близько 400 випадків, а на півдні фермери порівнюють ситуацію з Диким Заходом. Вони щорічно втрачають мільйони шекелів.  Більшість вкраденого худоби вивозять на Західний берег, швидко забивають, а потім контрабандою повертають назад в Ізраїль, де м’ясники продають нічого не підозрюючим клієнтам. 
 

## Подальше читання
- George Raine (16 грудня 2007). Cattle rustling on the rise in California. San Francisco Chronicle. Архів оригіналу за 11 листопада 2011. Процитовано 19 березня 2022.
- The Handbook of Texas Online. Texas State Historical Association. Архів оригіналу за 18 липня 2020. Процитовано 23 вересня 2021.
- Webb, Walter Prescott; Eldon Stephen Branda (1952). The Handbook of Texas. Texas State Historical Association. Архів оригіналу за 23 вересня 2021. Процитовано 23 вересня 2021.
- Robert Reinhold (25 квітня 1987). Cattle rustling making a comeback as tough times hit Texas. The New York Times. Архів оригіналу за 23 вересня 2021. Процитовано 23 вересня 2021.
- Tallent, Annie D. (1899). The Black Hills, Or, The Last Hunting Ground of the Dakotahs. Nixon-Jones. с. 559.